# ان‌جی‌سی ۵۱۱۴
ان‌جی‌سی ۵۱۱۴ (انگلیسی: NGC 5114) یک کهکشان عدسی شکل است که در فاصله ۱۷۰ میلیون سال نوری از ما در صورت فلکی قنطورس قرار دارد. این کهکشان توسط اخترشناس جان هرشل در ۳ ژوئن ۱۸۳۶ کشف شد.